# Perutaube

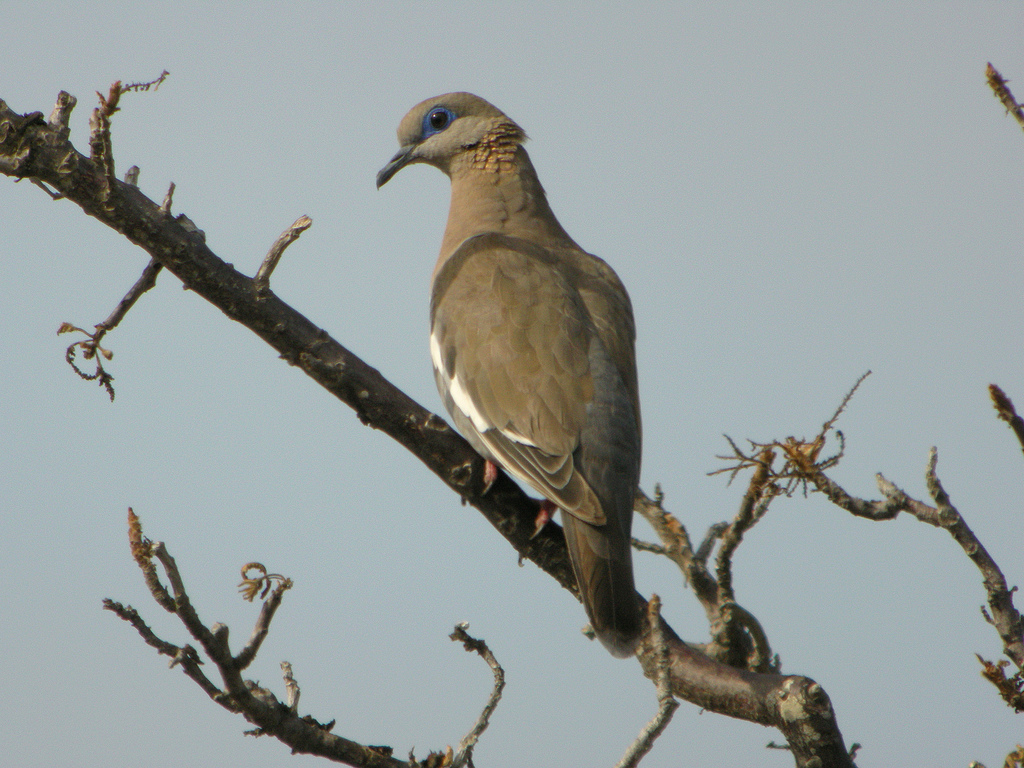
Perutaube

Die Perutaube (Zenaida meloda) ist eine Art der Taubenvögel. Sie kommt ausschließlich in Südamerika vor und gilt als in ihrem Bestand nicht bedroht. Die Trauertaube wurde zwar bereits 1843 durch Johann Jakob von Tschudi wissenschaftlich beschrieben. Sie galt jedoch lange Zeit als Unterart der Weißflügeltaube. Erst seit dem Jahre 2000 ist es wissenschaftlicher Konsens, dass die zwei Arten nicht so nahe miteinander verwandt sind, dass es gerechtfertigt ist, die Perutaube als Unterart der Weißflügeltaube einzuordnen.
Im deutschen Sprachgebrauch verfügt das Perutäubchen über einen ähnlich klingenden Namen. Diese Art gehört jedoch zur Gattung Columbina. Auch die Salvintaube aus der Gattung der Amerikanischen Feldtauben wird gelegentlich als Perutaube bezeichnet.

## Erscheinungsbild

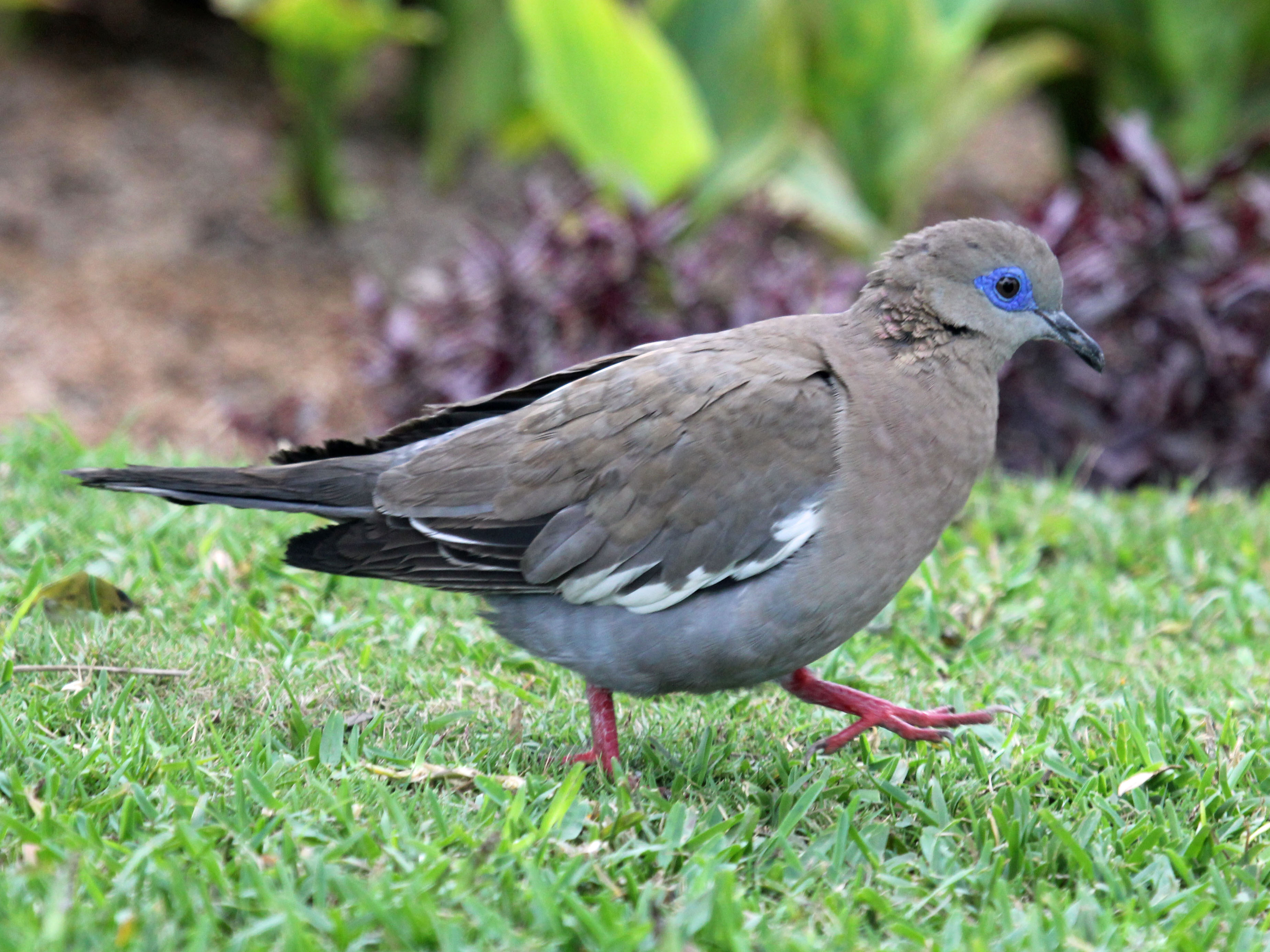
Perutaube, Lima

Die Perutaube erreicht eine Körperlänge von bis zu 33 Zentimetern. Das Gefieder ist gräulich olivbraun. Der Oberkopf und der Hals sind rosa überhaucht. Sowohl hinter dem Auge als auch unterhalb davon findet sich jeweils ein schmaler dunkler Streif. Auffallendstes Unterscheidungsmerkmal von der Carolinataube und der Ohrflecktaube ist das weiße Band am äußeren Flügelrand. Dieses Merkmal findet sich auch bei der Weißflügeltaube. Das Verbreitungsgebiet der beiden Tauben überlappt sich jedoch nicht.
Die Handschwingen sind dunkel schwarzbraun. Der Bauch und der Bürzel sind weinrötlich. Der Schwanz ist abgestuft. Die äußeren Schwanzfedern enden mit einem breiten, weißen Band. Der Schnabel ist dunkelgrau. Die Iris ist orangerot. Die Augenringe sind unbefiedert und blaugrau. Die Füße sind rötlich.

## Verbreitungsgebiet und Lebensraum
Das Verbreitungsgebiet der Perutaube reicht vom Süden Ecuadors über Peru bis in den Norden von Chile. Besiedelt werden ausschließlich die Küstengebiete entlang des Pazifiks. In Peru ist die Art häufig und kommt sowohl auf Agrarland sowie in menschlichen Siedlungsräumen und lichten Wäldern vor. Die Höhenverbreitung reicht von der Tiefebene bis in Höhen von 2.000 Metern über NN.
Die Perutaube besiedelt aride bis semiaride Habitate. Im Süden Ecuadors kommt sie auch in Mangrovengebieten sowie ariden Strauchgebieten entlang der Küste vor. Zum Siedlungsgebiet gehört auch isoliertes Prosopis-Buschland in der Atacamawüste.

## Verhalten
Die Perutaube ist ein Standvogel. Längere Flüge werden von einzelnen Populationen unternommen, um in die Nahrungsgründe zu gelangen. So wandern in Lima Perutauben in größerer Zahl von den Vororten auf Agrarflächen, um dort nach Nahrung zu suchen. Es ist eine bodenbewohnende und wenig scheue Art. Zum Nahrungsspektrum gehören Sämereien, kleine Früchte und Beeren sowie in geringerem Maße Insekten und deren Larven. Perutauben pflanzen sich das ganze Jahr über fort. Der Höhepunkt der Fortpflanzungsaktivität liegt jedoch im Zeitraum Juni bis September. Das Nest wird niedrig in Bäumen sowie seltener auch an Gebäuden errichtet und besteht aus einer losen Plattform von Zweigen. Das Gelege besteht aus zwei Eiern, die 12 bis 13 Tage bebrütet werden. Die Jungvögel sind nach zwölf bis 16 Tagen flügge. Perutauben ziehen häufig eine zweite Brut groß, sobald die erste ausgeflogen ist.

## Belege

### Weblink
- Zenaida meloda in der Roten Liste gefährdeter Arten der IUCN 2013.1. Eingestellt von: BirdLife International, 2012. Abgerufen am 31. Oktober 2013.